# Atal III.
Atal III. Filometor Everget (starogrško Άτταλος Γ΄ Φιλομήτωρ Ευεργέτης) je bil zadnji atalidski kralj Pergamona, ki je vladal od 138 pr. n. št. do 133 pr. n. št., * okoli 170 pr. n. št., † 133 pr. n. št.

## Biografija
Atal III. je bil sin pergamonskega  kralja Eumena II. in kraljice Stratonike Kapadoške in nečak svojega predhodnika Atala II. Drugi del njegovega imena, Filometor Everget, v grščini pomeni "ljubeči (sin) svoje matere" ali "dobrotnik". Tako so ga imenovali zaradi tesnega odnosa z materjo Stratoniko.  
Po Liviju se Atal III. ni veliko brigal za vladanje. Svoj čas je posvečal  študiju medicine in botanike, vrtnarjenju in drugim dejavnostim. Ker ni imel moških potomcev ali dedičev, je v svoji oporoki svoje kraljestvo prepustil Rimski republiki. Bil je prepričan, da bo Rim, če tega ne stori, kraljestvo zasedel s silo in prelivanjem krvi. Tiberij Grakh je zahteval, da se pergamonska zakladnica odpre v korist rimske javnosti, vendar je senat to zavrnil. 
Vladavine Rima niso mirno sprejeli vsi Pergamonci. Leta 131 pr. n. št. je Aristonik, ki je trdil, da je sin Eumena II. In Atalov brat,  vodil ljudsko vstajo s pomočjo rimskega filozofa Gaja Blosija.  Vladal je kot Eumen III. Upor je bil leta 129 pr. n. št. zadušen in Pergamon je bil razdeljen med Rim ter Pontsko in Kapadoško kraljestvo.